# 秋岸寛久
秋岸 寛久（あきぎし ひろひさ、1962年 - ）は日本の作曲家。神奈川県横浜市生まれ。現代邦楽の作品、合唱の編曲を多く手がけている。

## 経歴
中学生のころより、作曲家の助川敏弥に師事。神奈川県立希望ヶ丘高等学校を経て、東京音楽大学作曲科に入学。大学在学中は作曲を浦田健次郎に、3年次からは三木稔に師事。また、「邦楽演奏コース」において、箏を野坂惠子(現・二代目野坂操壽)、滝田美智子、三絃を坂井敏子からそれぞれ指導を受ける。卒業時に作曲した「三味線協奏曲」は、後に仙台フィルハーモニー管弦楽団によって初演された。東京音楽大学研究科を修了後、日本音楽集団に入団。以後、邦楽器のための作曲が多い。また日本大学芸術学部の講師を10年間勤める。現在、日本音楽集団団員。日本音楽著作権協会会員、NHK邦楽技能者育成会同窓会理事。横浜国立大学グリークラブ団友。

## 作品
「三味線協奏曲」、男声合唱とピアノのための「樹木頌」、NHK邦楽技能者育成会45期委嘱作品「往来」、オーストリア・シュライニング音楽祭委嘱作品「白雨」「行雲流水」、邦楽器のための「コンポジション」、埼玉県　子どものための文化芸術出前事業委嘱作品「童謡ファンタジー」富山県文化振興財団委嘱作品「富山の旋律によるディベルティメント」
また先代市川猿之助スーパー歌舞伎「オオクニヌシ」の音楽や、NHK伝統和楽団の編曲等を手がける。